# Lista de património edificado no distrito de Lisboa
Esta lista é uma sublista da Lista de património edificado em Portugal para o Distrito de Lisboa, ordenada alfabeticamente por concelho, baseada nas listagens do IGESPAR de Março de 2005 e atualizações.
Legenda:
- Os monumentos podem eventualmente ter várias designações, sendo estas separadas nesse caso pela contracção "ou";
- Por vezes vários edifícios fazem parte de uma mesma classificação patrimonial, sendo nesse caso separados pela contracção "e";
- A existência de dois graus de classificação diferente para um mesmo monumento (usualmente VC e outro) significa que este aguarda uma classificação definitiva, se bem que tenha sido homologado com o grau indicado (ex: VC-IIP é um imóvel em vias de classificação, homologado com o grau de Imóvel de Interesse Público).

Observação: São preservadas as denominações adoptadas pelo IGESPAR, mesmo que elas apresentem outras alternativas. Nestes casos há redireccionamento para aquela em que o artigo está redigido, podendo ou não esta designação aparecer na lista.

## Alenquer
| ID    | Designações | Categoria              | Tipologia           | Freguesia                 | Grau | Ano  | Coordenadas                          | Imagem       |
| ----- | --- | ---------------------- | ------------------- | ------------------------- | ---- | ---- | ------------------------------------ | ------------ |
| 74629 | Quinta do Bairro, Quinta dos Sousas Chichorros, Quinta dos Chichorros ou Quinta dos Condes de São Martinho e zona envolvente | Arquitectura civil     | Quinta              | Abrigada                  | IIP  | 1997 | 39.113678° N 9.022856° O             |              |
| 70505 | Pelourinho de Aldeia Galega da Merceana                                                                                      | Arquitectura civil     | Pelourinho          | Aldeia Galega da Merceana | MN   | 1910 | 39.081818° N 9.1121° O               |              |
| 74188 | Igreja de Nossa Senhora dos Prazeres de Aldeia Galega da Merceana                                                            | Arquitectura religiosa | Igreja              | Aldeia Galega da Merceana | IIP  | 1963 | 39.081136° N 9.112322° O             |              |
| 74189 | Igreja de Nossa Senhora da Piedade da Merceana                                                                               | Arquitectura religiosa | Igreja              | Aldeia Galega da Merceana | IIP  | 1997 | 39.093746° N 9.111927° O             |              |
| 69717 | Estação arqueológica da Pedra de Ouro                                                                                        | Arqueologia            | Povoado fortificado | Cadafais                  | MN   | 1990 | 39.005158° N 9.003266° O             |              |
| 71261 | Quinta do Campo (conjunto edificado), incluindo a casa de habitação, capela, "tentadero" e outras instalações e pertences    | Arquitectura civil     | Quinta              | Carregado                 | IIP  | 2002 | 39.02492857° N 8.95760089° O         |              |
| 74842 | Marco de cruzamento na EN 3, desvio para a povoação de "Obras Novas"                                                         | Arquitectura civil     | Marco               | Carregado                 | IIP  | 1943 |                                      |              |
| 74187 | Igreja de Santa Quitéria de Meca                                                                                             | Arquitectura religiosa | Igreja              | Meca                      | IIP  | 1949 | 39.082676° N 9.034777° O             |              |
| 73799 | Marco de cruzamento em Ota                                                                                                   | Arquitectura civil     | Marco               | Ota                       | IIP  | 1943 | 39.107499° N 8.990847° O             |              |
| 74844 | Marco de légua no sítio denominado Vale Carlos                                                                               | Arquitectura civil     | Marco               | Ota                       | IIP  | 1943 | 39.099273° N 8.991729° O             |              |
| 69803 | Portal manuelino do Convento de São Francisco                                                                                | Arquitectura religiosa | Portal              | Santo Estêvão             | MN   | 1910 | 39.053139° N 9.012011° O             | Mais imagens |
| 69804 | Túmulo de Damião de Góis na Capela da Igreja de São Pedro                                                                    | Arquitectura religiosa | Túmulo              | Santo Estêvão             | MN   | 1910 | 39.05355319° N 9.01192899° O         |              |
| 71465 | Padrão da Ponte do Espírito Santo                                                                                            | Arquitectura civil     | Padrão              | Santo Estêvão             | IIM  | 1996 | 39.05132927° N 9.01180898° O         |              |
| 74867 | Igreja da Misericórdia de Alenquer (e recheio)                                                                               | Arquitectura religiosa | Igreja              | Santo Estêvão             | IIP  | 1983 | 39.055328° N 9.010336° O             |              |
| 74868 | Capela de Santa Catarina | Arquitectura religiosa | Capela              | Santo Estêvão             | IIP  | 1948 | 39.052419° N 9.008121° O             |              |
| 74869 | Capela da Igreja de São Pedro (e recheio)                                                                                    | Arquitectura religiosa | Capela              | Santo Estêvão             | IIP  | 1946 | 39.054552° N 9.010631° O             |              |
| 70993 | Igreja Matriz de Alenquer ou Igreja de Nossa Senhora da Assunção de Triana                                                   | Arquitectura religiosa | Igreja              | Triana                    | IIM  | 1996 | 39.05342914° N 9.00566619° O         |              |
| 73238 | Castelo de Alenquer | Arquitectura militar   | Castelo             | Triana                    | IIP  | 1955 | 39.057639° N 9.007058° O             |              |
| 73239 | Fábrica Nova da Romeira (conjunto de edifícios e instalações)                                                                | Arquitectura civil     | Fábrica             | Triana                    | IIP  | 1996 | 39.051353° N 9.001365° O             |              |
| 74843 | Marco de cruzamento no Casal Alvarinho                                                                                       | Arquitectura civil     | Marco               | Triana                    | IIP  | 1943 | 39.093297° N 8.991353° O             |              |
| 74845 | Marco de légua no sítio denominado Casal do Canha                                                                            | Arquitectura civil     | Marco               | Triana                    | IIP  | 1943 | 39.141467° N 9.106664° O             |              |
| 70847 | Palácio do Marquês de Angeja ou Palácio da Vila                                                                              | Arquitectura civil     | Palácio             | Vila Verde dos Francos    | IIM  | 1988 | 39.140445985582° N 9.085865020752° O |              |
| 74986 | Castelo de Vila Verde dos Francos                                                                                            | Arquitectura militar   | Castelo             | Vila Verde dos Francos    | IIP  | 1957 | 39.157033° N 9.122° O                |              |

 Legenda: PM - Património Mundial · MN - Monumento Nacional · IIP - Imóvel de Interesse Público · MIP - Monumento de Interesse Público · CIP - Conjunto de Interesse Público · SIP - Sítio de Interesse Público · IIM - Imóvel de Interesse Municipal · MIM - Monumento de Interesse Municipal · CIM - Conjunto de Interesse Municipal · SIM - Sítio de Interesse Municipal · VC - Em vias de classificação · SPL - Sem proteção legal

## Amadora
| ID       | Designações | Categoria                                                           | Tipologia | Freguesia  | Grau | Ano  | Coordenadas                  | Imagem |
| -------- | --- | ------------------------------------------------------------------- | --------- | ---------- | ---- | ---- | ---------------------------- | ------ |
| 6879975  | Cabos de Ávila ou Fábrica de cabos eléctricos Diogo d' Ávila ou Cabos d' Ávila                                                                                         | Património industrial / Arquitectura Industrial Moderna (1925-1965) |           | Alfragide  |      |      |                              |        |
| 12143545 | Quinta do Outeiro | n/a                                                                 | n/a       | Buraca     | IIM  |      | 38.7406438° N 9.21308947° O  |        |
| 71290    | Villa romana da Quinta da Bolacha | Arqueologia                                                         | Villa     | Falagueira | VC   | 2001 |                              |        |
| 7695183  | Casal da Falagueira de Cima (Casa da Ordem de Malta) e Azenha | Arquitectura civil                                                  | Casal     | Falagueira | IIM  | 2006 | 38.76445388° N 9.23018883° O |        |
| 70455    | Grutas artificiais do Tojal de Vila Chã ou Grutas artificiais de Carenque                                                                                              | Arqueologia                                                         | Gruta     | Mina       | MN   | 1936 | 38.769134° N 9.251839° O     |        |
| 72752    | Aqueduto da Gargantada | Arquitectura civil                                                  | Aqueduto  | Mina       | IIP  | 1978 | 38.76263645° N 9.24991491° O |        |
| 11600962 | Vila Martelo | n/a                                                                 | n/a       | Mina       | IIM  |      | 38.75855433° N 9.22917806° O |        |
| 11647332 | Fachada da Casa do Infantado | n/a                                                                 | n/a       | Mina       | IIM  |      | 38.75803593° N 9.23066566° O |        |
| 11647408 | Fachada de Moradia Neo-Romântica na Amadora | n/a                                                                 | n/a       | Mina       | IIM  |      | 38.75801402° N 9.23107948° O |        |
| 342921   | Aqueduto das Águas Livres, seus aferentes e correlacionados (concelho de Amadora: freguesias de São Brás, Brandoa, Falagueira, Reboleira, Venda Nova, Damaia e Buraca) | Arquitectura civil                                                  | Aqueduto  | São Brás   | MN   |      | 38.752417° N 9.225209° O     |        |
| 7694983  | Ponte Filipina de Carenque de Baixo | Arquitectura civil                                                  | Ponte     | Venteira   | IIM  | 2002 | 38.7564761° N 9.2486537° O   |        |
| 10116588 | Recreios da Amadora (fachada) | n/a                                                                 | n/a       | Venteira   | IIM  |      | 38.75834383° N 9.23527208° O |        |
| 10116630 | Casa Aprígio Gomes | n/a                                                                 | n/a       | Venteira   | IIM  |      | 38.75666615° N 9.23551084° O |        |
| 10116674 | Parque Delfim Guimarães | n/a                                                                 | n/a       | Venteira   | IIM  |      | 38.75901658° N 9.23652491° O |        |

 Legenda: PM - Património Mundial · MN - Monumento Nacional · IIP - Imóvel de Interesse Público · MIP - Monumento de Interesse Público · CIP - Conjunto de Interesse Público · SIP - Sítio de Interesse Público · IIM - Imóvel de Interesse Municipal · MIM - Monumento de Interesse Municipal · CIM - Conjunto de Interesse Municipal · SIM - Sítio de Interesse Municipal · VC - Em vias de classificação · SPL - Sem proteção legal

## Arruda dos Vinhos
| ID    | Designações                                                                                    | Categoria              | Tipologia | Freguesia         | Grau | Ano  | Coordenadas              | Imagem       |
| ----- | ---------------------------------------------------------------------------------------------- | ---------------------- | --------- | ----------------- | ---- | ---- | ------------------------ | ------------ |
| 71268 | Chafariz Pombalino de Arruda dos Vinhos ou Chafariz de Arruda dos Vinhos                       | Arquitectura civil     | Chafariz  | Arruda dos Vinhos | IIP  | 2005 | 38.983358° N 9.077618° O | Mais imagens |
| 73237 | Igreja Matriz de Arruda dos Vinhos ou Igreja de Nossa Senhora da Salvação de Arruda dos Vinhos | Arquitectura religiosa | Igreja    | Arruda dos Vinhos | IIP  | 1944 | 38.984158° N 9.076428° O |              |

 Legenda: PM - Património Mundial · MN - Monumento Nacional · IIP - Imóvel de Interesse Público · MIP - Monumento de Interesse Público · CIP - Conjunto de Interesse Público · SIP - Sítio de Interesse Público · IIM - Imóvel de Interesse Municipal · MIM - Monumento de Interesse Municipal · CIM - Conjunto de Interesse Municipal · SIM - Sítio de Interesse Municipal · VC - Em vias de classificação · SPL - Sem proteção legal

## Azambuja
| ID    | Designações                                                                | Categoria              | Tipologia           | Freguesia              | Grau | Ano  | Coordenadas                  | Imagem       |
| ----- | -------------------------------------------------------------------------- | ---------------------- | ------------------- | ---------------------- | ---- | ---- | ---------------------------- | ------------ |
| 73950 | Marco de cruzamento em São Salvador                                        | Arquitectura civil     | Marco               | Alcoentre              | IIP  | 1943 | 39.20975735° N 8.99502679° O |              |
| 71506 | Igreja do Mosteiro de Nossa Senhora das Virtudes da Ordem de São Francisco | Arquitectura religiosa | Igreja              | Aveiras de Baixo       | IIM  | 1996 | 39.08072832° N 8.826505° O   |              |
| 75033 | Palácio dos Condes de Aveiras ou Solar dos Condes de Povolide              | Arquitectura civil     | Palácio             | Aveiras de Baixo       | IIP  | 1997 | 39.110479° N 8.869225° O     |              |
| 74625 | Igreja Matriz da Azambuja ou Igreja de Nossa Senhora da Assunção           | Arquitectura religiosa | Igreja              | Azambuja               | IIP  | 1971 | 39.069334° N 8.86856° O      | Mais imagens |
| 74626 | Igreja e edifício da Misericórdia da Azambuja                              | Arquitectura religiosa | Igreja              | Azambuja               | IIP  | 1983 | 39.070004° N 8.865971° O     |              |
| 74627 | Marco de légua à entrada da Azambuja                                       | Arquitectura civil     | Marco               | Azambuja               | IIP  | 1943 | 39.07586243° N 8.87925615° O |              |
| 74628 | Pelourinho da Azambuja                                                     | Arquitectura civil     | Pelourinho          | Azambuja               | IIP  | 1933 | 39.069057° N 8.864861° O     |              |
| 74739 | Pelourinho de Manique do Intendente                                        | Arquitectura civil     | Pelourinho          | Manique do Intendente  | IIP  | 1933 | 39.220679° N 8.891231° O     |              |
| 74740 | Palácio de Manique do Intendente                                           | Arquitectura civil     | Palácio             | Manique do Intendente  | IIP  | 1993 | 39.221633° N 8.893941° O     |              |
| 70496 | Castro de Vila Nova de São Pedro                                           | Arqueologia            | Povoado fortificado | Vila Nova de São Pedro | MN   | 1971 | 39.214921° N 8.839647° O     |              |

 Legenda: PM - Património Mundial · MN - Monumento Nacional · IIP - Imóvel de Interesse Público · MIP - Monumento de Interesse Público · CIP - Conjunto de Interesse Público · SIP - Sítio de Interesse Público · IIM - Imóvel de Interesse Municipal · MIM - Monumento de Interesse Municipal · CIM - Conjunto de Interesse Municipal · SIM - Sítio de Interesse Municipal · VC - Em vias de classificação · SPL - Sem proteção legal

## Cadaval
| ID    | Designações                                                      | Categoria              | Tipologia           | Freguesia | Grau | Ano  | Coordenadas                  | Imagem |
| ----- | ---------------------------------------------------------------- | ---------------------- | ------------------- | --------- | ---- | ---- | ---------------------------- | ------ |
| 71495 | Igreja de Nossa Senhora da Conceição ou Igreja Matriz do Cadaval | Arquitectura religiosa | Igreja              | Cadaval   | IIM  | 1996 | 39.24594276° N 9.10103184° O |        |
| 71496 | Casa e Capela da Quinta do Fidalgo                               | Arquitectura civil     | Casa                | Cadaval   | IIM  | 1996 | 39.24412226° N 9.10332345° O |        |
| 74920 | Morabito do Cercal ou Capela de Nossa Senhora da Ajuda           | Arquitectura religiosa | Capela              | Cercal    | IIP  | 1997 | 39.234062° N 9.001172° O     |        |
| 71131 | Castro de Rocha Forte                                            | Arqueologia            | Povoado fortificado | Lamas     | MN   | 1910 | 39.21932° N 9.045363° O      |        |
| 71681 | Real Fábrica de Gelo da Serra de Montejunto                      | Arquitectura civil     | Fábrica             | Lamas     | MN   |      | 39.178488° N 9.051312° O     |        |

 Legenda: PM - Património Mundial · MN - Monumento Nacional · IIP - Imóvel de Interesse Público · MIP - Monumento de Interesse Público · CIP - Conjunto de Interesse Público · SIP - Sítio de Interesse Público · IIM - Imóvel de Interesse Municipal · MIM - Monumento de Interesse Municipal · CIM - Conjunto de Interesse Municipal · SIM - Sítio de Interesse Municipal · VC - Em vias de classificação · SPL - Sem proteção legal

## Cascais
| ID       | Designações | Categoria              | Tipologia            | Freguesia            | Grau | Ano  | Coordenadas                  | Imagem       |
| -------- | --- | ---------------------- | -------------------- | -------------------- | ---- | ---- | ---------------------------- | ------------ |
| 69674    | Villa romana do Alto do Cidreira | Arqueologia            | Villa                | Alcabideche          | IIP  | 1992 | 38.723953° N 9.42122° O      |              |
| 71720    | Azenha de Atrozela | Arquitectura civil     | Azenha               | Alcabideche          | IIM  |      |                              |              |
| 72680    | Quinta de Manique, Casa da Quinta de Manique, Palácio de Manique, Casa da Quinta do Marquês das Minas ou Quinta do Marquês de Minas | Arquitectura civil     | Quinta               | Alcabideche          | IIP  | 2003 | 38.73344866° N 9.36656602° O |              |
| 72685    | Moinhos de Vento (2) | Arquitectura civil     | Moinho               | Alcabideche          | VC   | 1997 |                              |              |
| 74121    | Forte do Guincho | Arquitectura militar   | Forte                | Alcabideche          | IIP  | 1977 | 38.739906° N 9.473308° O     | Mais imagens |
| 73236    | Cemitério Visigótico de Alcoitão | Arqueologia            | Necrópole            | Alcabideche          | IIP  | 1997 | 38.73025393° N 9.39828439° O |              |
| 15288348 | Villa romana de Miroiços | n/a                    | n/a                  | Alcabideche          | IIP  |      | 38.731753° N 9.351854° O     |              |
| 72513    | Fonte de São João ou Cantinho de São João                                                                                           | Arquitectura religiosa | Nicho                | Carcavelos           | VC   | 1998 |                              |              |
| 72823    | Quinta do Barão, incluindo o solar, jardins e adega                                                                                 | Arquitectura civil     | Quinta               | Carcavelos           | IIP  | 2002 | 38.69428914° N 9.3305144° O  |              |
| 69723    | Gruta do Poço Velho | Arqueologia            | Gruta                | Cascais              | IIP  | 1967 | 38.700458° N 9.421362° O     |              |
| 70834    | Palácio do Duque de Palmela ou Palácio Palmela                                                                                      | Arquitectura civil     | Palácio              | Cascais              | IIP  |      | 38.701087° N 9.413487° O     | Mais imagens |
| 73627    | Forte Novo (troço de muralha) | Arquitectura militar   | Forte                | Cascais              | IIP  | 1977 | 38.690618° N 9.429739° O     |              |
| 74117    | Estação lusitana-romana dos Casais Velhos o Ruínas dos Casais Velhos                                                                | Arqueologia            | Estação Arqueológica | Cascais              | IIP  | 1984 | 38.719143° N 9.475689° O     |              |
| 74724    | Forte de Nossa Senhora da Guia | Arquitectura militar   | Forte                | Cascais              | IIP  | 1977 | 38.695258° N 9.45238° O      |              |
| 74725    | Forte de Oitavos ou Forte de São Jorge                                                                                              | Arquitectura militar   | Forte                | Cascais              | IIP  | 1974 | 38.699625° N 9.468173° O     | Mais imagens |
| 74726    | Troços ainda existentes da antiga muralha da vila de Cascais                                                                        | Arquitectura militar   | Muralha              | Cascais              | IIP  | 1977 | 38.696271° N 9.420873° O     |              |
| 74727    | Vigia do Facho | Arquitectura militar   | Torre                | Cascais              | IIP  | 1977 | 38.692016° N 9.430923° O     |              |
| 74728    | Bases da muralha que ligava os dois baluartes da Praia da Ribeira                                                                   | Arquitectura militar   | Muralha              | Cascais              | IIP  | 1977 | 38.69698° N 9.419789° O      |              |
| 74729    | Bateria Alta ao norte da Praia da Água Doce                                                                                         | Arquitectura militar   | Bateria              | Cascais              | IIP  | 1977 | 38.72825° N 9.476167° O      |              |
| 74730    | Cidadela de Cascais, incluindo a Fortaleza de Nossa Senhora da Luz de Cascais e a torre fortificada de Cascais                      | Arquitectura militar   | Cidadela             | Cascais              | IIP  | 1977 | 38.693917° N 9.419476° O     | Mais imagens |
| 74731    | Cortinas de Atiradores | Arquitectura militar   | Muralha              | Cascais              | IIP  | 1977 | 38.697961° N 9.418322° O     | Mais imagens |
| 74732    | Forte de Crismina | Arquitectura militar   | Forte                | Cascais              | IIP  | 1978 | 38.722781° N 9.478425° O     |              |
| 74733    | Forte de Nossa Senhora da Conceição (restos das muralhas)                                                                           | Arquitectura militar   | Forte                | Cascais              | IIP  | 1977 | 38.700837° N 9.413432° O     |              |
| 74734    | Capela de Nossa Senhora de Nazaré                                                                                                   | Arquitectura religiosa | Capela               | Cascais              | IIP  | 1978 | 38.69599412° N 9.42170261° O |              |
| 74735    | Marégrafo de Cascais | Arquitectura civil     | Marégrafo            | Cascais              | IIP  | 1997 | 38.694122° N 9.418204° O     |              |
| 74736    | Forte de Santa Marta | Arquitectura militar   | Forte                | Cascais              | IIP  | 1978 | 38.690595° N 9.421266° O     | Mais imagens |
| 74737    | Edifício dos Paços do Concelho | Arquitectura civil     | Paço                 | Cascais              | IIP  | 1997 | 38.697291° N 9.420753° O     |              |
| 74738    | Palácio dos Condes de Castro Guimarães ou Torre de São Sebastião                                                                    | Arquitectura civil     | Palácio              | Cascais              | IIP  | 1993 | 38.692096° N 9.421681° O     | Mais imagens |
| 4304572  | Casa Lencastre | n/a                    | n/a                  | Cascais              | IIM  |      | 38.70038443° N 9.41728702° O |              |
| 4304704  | Palácio dos Duques de Loulé ou Casa Loulé                                                                                           | n/a                    | n/a                  | Cascais              | IIM  |      | 38.69980069° N 9.41712714° O |              |
| 5568025  | Casa de Santa Maria, incluindo o jardim                                                                                             | Arquitectura civil     | Casa                 | Cascais              | VC   |      | 38.698746° N 9.42254° O      |              |
| 6434128  | Igreja de Nossa Senhora da Misericórdia de Cascais                                                                                  | n/a                    | n/a                  | Cascais              | IIM  |      | 38.69862797° N 9.41892228° O |              |
| 7452888  | Casa Sommer | Arquitectura civil     | Casa                 | Cascais              | IIM  | 2003 | 38.69516444° N 9.42179116° O |              |
| 7453001  | Palácio dos Condes da Guarda, actual edifício dos Paços do Concelho                                                                 | Arquitectura civil     | Palácio              | Cascais              | IIM  | 2006 | 38.69677902° N 9.42077419° O | Mais imagens |
| 7885590  | Casa dos Almadas ou Casa D. Nuno | Arquitectura civil     | Casa                 | Cascais              | IIM  | 2005 | 38.69937502° N 9.41733792° O |              |
| 9274677  | Casa de Santa Maria, na Travessa Visconde da Luz                                                                                    | n/a                    | n/a                  | Cascais              | IIM  |      | 38.69877757° N 9.42251125° O |              |
| 69686    | Grutas artificiais de Alapraia ou Necrópole Eneolítica de Alapraia                                                                  | Arqueologia            | Gruta artificial     | Estoril              | IIP  | 1945 | 38.706448° N 9.377423° O     |              |
| 70895    | Casa de São Cristóvão | Arquitectura civil     | Casa                 | Estoril              | VC   | 1992 |                              |              |
| 70921    | Capela de Nossa Senhora do Livramento, incluindo fontanário fronteiro e o cruzeiro                                                  | Arquitectura religiosa | Capela               | Estoril              | IIM  | 1996 |                              |              |
| 70922    | Edifício na Avenida das Acácias, nº34 ou Vila Ralph                                                                                 | Arquitectura civil     | Edifício             | Estoril              | IIM  | 1993 | 38.70450178° N 9.40816439° O |              |
| 72444    | Casa Monsalvat / Casa de Monsalvat                                                                                                  | Arquitectura civil     | Casa                 | Estoril              | MIP  | 2010 | 38.705417° N 9.411274° O     |              |
| 72445    | Vila Tânger | Arquitectura civil     | Casa                 | Estoril              | MIP  | 2010 | 38.7051666° N 9.4107972° O   |              |
| 72447    | Casa de Victor Schalk | Arquitectura civil     | Casa                 | Estoril              | MIP  | 2010 | 38.705586° N 9.410918° O     |              |
| 72451    | Torre de São Patrício (incluindo toda a área de jardim e mata), actual Casa-Museu Verdades Faria                                    | Arquitectura civil     | Torre                | Estoril              | VC   |      |                              |              |
| 72759    | Forte de Santo António da Barra ou Forte Velho                                                                                      | Arquitectura militar   | Forte                | Estoril              | IIP  | 1977 | 38.698336° N 9.38411° O      |              |
| 72760    | Forte de São Teodósio ou Forte da Cadaveira                                                                                         | Arquitectura militar   | Forte                | Estoril              | IIP  | 1977 | 38.70195° N 9.391017° O      |              |
| 72761    | Forte de São Pedro do Estoril, Forte de São Pedro ou Forte da Poça                                                                  | Arquitectura militar   | Forte                | Estoril              | IIP  | 1977 | 38.702265° N 9.393305° O     |              |
| 72762    | Casa de António Santos Jorge ou Cocheiras de Santos Jorge (edifício da antiga garagem, cocheira e cavalariça)                       | Arquitectura civil     | Edifício             | Estoril              | IIP  | 1996 | 38.702991° N 9.397093° O     |              |
| 73798    | Edifício na Rua Engenheiro Álvaro Pedro de Sousa ou Casal de Monserrate                                                             | Arquitectura civil     | Edifício             | Estoril              | IIP  | 1996 | 38.7068° N 9.399529° O       |              |
| 13068198 | Ponte Filipina de São Pedro do Estoril                                                                                              | n/a                    | n/a                  | Estoril              | IIM  |      | 38.69508028° N 9.37551505° O |              |
| 71692    | Hospital de Sant'Ana, incluindo terrenos e edifícios solidários                                                                     | Arquitectura civil     | Hospital             | Parede               | IIP  | 1991 | 38.684926° N 9.349476° O     |              |
| 71265    | Villa romana de Outeiro de Polima                                                                                                   | Arqueologia            | Villa                | São Domingos de Rana | IIP  | 2002 | 38.71618471° N 9.32808617° O |              |
| 71719    | Casa da Quinta de Rana e jardim envolvente                                                                                          | Arquitectura civil     | Casa                 | São Domingos de Rana | VC   | 1996 |                              |              |
| 73594    | Villa Romana de Miroiços | Arqueologia            | Villa                | São Domingos de Rana | IIP  | 2002 | 38.72631024° N 9.36441932° O |              |
| 73626    | Villa Romana de Freiria | Arqueologia            | Villa                | São Domingos de Rana | IIP  | 1990 | 38.72107° N 9.323232° O      |              |

 Legenda: PM - Património Mundial · MN - Monumento Nacional · IIP - Imóvel de Interesse Público · MIP - Monumento de Interesse Público · CIP - Conjunto de Interesse Público · SIP - Sítio de Interesse Público · IIM - Imóvel de Interesse Municipal · MIM - Monumento de Interesse Municipal · CIM - Conjunto de Interesse Municipal · SIM - Sítio de Interesse Municipal · VC - Em vias de classificação · SPL - Sem proteção legal

## Loures
| ID       | Designações | Categoria              | Tipologia                                   | Freguesia                    | Grau      | Ano  | Coordenadas                  | Imagem       |
| -------- | --- | ---------------------- | ------------------------------------------- | ---------------------------- | --------- | ---- | ---------------------------- | ------------ |
| 71254    | Casa medieval da Torre de Cima                                                                                                 | Arquitectura civil     | Casa                                        | Bucelas                      | IIP       | 2002 | 38.90032817° N 9.1398773° O  |              |
| 73013    | Igreja de Nossa Senhora da Purificação ou Igreja Matriz de Bucelas                                                             | Arquitectura religiosa | Igreja                                      | Bucelas                      | IIP       | 1960 | 38.90057739° N 9.11914332° O |              |
| 70771    | Quinta da Ribeirinha (conjunto da casa de fresco, pórtico e casa de habitação)                                                 | Arquitectura civil     | Conjunto urbano                             | Camarate                     | NC        | 2007 |                              |              |
| 72892    | Capela de Nossa Senhora da Vitória                                                                                             | Arquitectura religiosa | Capela                                      | Camarate                     | IIP       | 1977 | 38.80069888° N 9.12787041° O |              |
| 72893    | Igreja de Santiago | Arquitectura religiosa | Igreja                                      | Camarate                     | IIP       | 1996 | 38.80137042° N 9.12939924° O |              |
| 69746    | Monumento megalítico de Casaínhos                                                                                              | Arqueologia            | Anta                                        | Fanhões                      | MN        | 1977 | 38.881689° N 9.166921° O     | Mais imagens |
| 70871    | Cruzeiro de Frielas ou Cruzeiro manuelino da Cruz da Pedra                                                                     | Arquitectura religiosa | Cruzeiro                                    | Frielas                      | NC        | 2006 |                              |              |
| 70873    | Imóveis da Quinta do Pinto | Arquitectura civil     | Conjunto urbano                             | Frielas                      | NC        | 2004 |                              |              |
| 7057168  | Estação arqueológica de Frielas ou Sítio arqueológico de Frielas                                                               | Arqueologia            | Villa                                       | Frielas                      | VC        | 2004 | 38.82694° N 9.14341° O       |              |
| 70542    | Igreja de Santa Maria ou Igreja Matriz de Loures                                                                               | Arquitectura religiosa | Igreja                                      | Loures                       | MN        | 1910 | 38.83230979° N 9.17902814° O | Mais imagens |
| 70547    | Cruzeiro de Loures | Arquitectura religiosa | Cruzeiro                                    | Loures                       | MN        | 1910 | 38.83231549° N 9.17939674° O |              |
| 70942    | Casa do Adro | n/a                    | n/a                                         | Loures                       | IIM       |      | 38.82863348° N 9.17412622° O |              |
| 73316    | Palácio e Quinta do Correio-Mor(imagem)                                                                                        | Arquitectura civil     | Palácio                                     | Loures                       | IIP       | 1967 | 38.82754075° N 9.18448567° O |              |
| 6708437  | Agência da Caterpillar de Lisboa (Proprietário actual: STET Sociedade Técnica de Equipamentos e Tractores S.A. - Grupo Barlow) | Arquitectura civil     | Arquitectura Industrial Moderna (1925-1965) | Loures                       | Em estudo |      |                              |              |
| 74471    | Igreja Paroquial de São Pedro da Lousa                                                                                         | Arquitectura religiosa | Igreja                                      | Lousa                        | IIP       | 1993 | 38.71333333° N 9.16055556° O |              |
| 73708    | Capela de Nossa Senhora da Quinta do Candeeiro                                                                                 | Arquitectura religiosa | Capela                                      | Moscavide                    | IIP       | 1993 | 38.77576535° N 9.10760471° O |              |
| 72951    | Casa da Quinta da Francelha de Cima                                                                                            | Arquitectura civil     | Casa                                        | Sacavém                      | IIP       | 1983 | 38.7847817° N 9.12793664° O  |              |
| 71718    | Igreja Matriz de Santa Iria de Azóia, incluindo o recheio                                                                      | Arquitectura religiosa | Igreja                                      | Santa Iria de Azóia          | IIP       | 2002 | 38.8458919° N 9.08668835° O  |              |
| 73230    | Castelo de Pirescoxe ou Galeria Municipal do Castelo de Pirescoxe                                                              | Arquitectura militar   | Castelo                                     | Santa Iria de Azóia          | IIP       | 1961 | 38.83705096° N 9.09162617° O | Mais imagens |
| 73231    | Quinta de Valflores e Palácio ou Quinta das Amoreiras                                                                          | Arquitectura civil     | Quinta                                      | Santa Iria de Azóia          | IIP       | 2002 | 38.84927178° N 9.08533973° O |              |
| 69678    | Palácio da Mitra | Arquitectura civil     | Palácio                                     | Santo Antão do Tojal         | IIP       | 1943 | 38.85172611° N 9.13746306° O |              |
| 70828    | Palácio de Pintéus, incluindo a Capela de Nossa Senhora da Apresentação                                                        | Arquitectura civil     | Palácio                                     | Santo Antão do Tojal         | NC        | 2005 | 38.867896° N 9.15162° O      |              |
| 69687    | Estação paleolítica do Casal do Monte                                                                                          | Arqueologia            | Estação de Ar Livre                         | Santo António dos Cavaleiros | IIP       | 1971 | 38.81074377° N 9.167096° O   |              |
| 73426    | Igreja de São João Baptista | Arquitectura religiosa | Igreja                                      | São João da Talha            | IIP       | 1983 | 38.70944444° N 9.14166667° O |              |
| 72849    | Quinta das Maduras ou Antiga Quinta das Tinhozeiras                                                                            | Arquitectura civil     | Quinta                                      | São Julião do Tojal          | IIP       | 1997 | 38.86543328° N 9.09935843° O |              |
| 72850    | Quinta da Abelheira | Arquitectura civil     | Quinta                                      | São Julião do Tojal          | IIP       | 1996 | 38.87049228° N 9.12761077° O |              |
| 11081773 | Igreja de São Silvestre ou Igreja Matriz de Unhos                                                                              | Arquitectura religiosa | Igreja                                      | Unhos                        | VC        | 2007 | 38.826552° N 9.124553° O     |              |
| 9149072  | Obras Militares pertencentes às Linhas de Defesa de Lisboa ou Linhas de Torres Vedras no concelho de Loures                    | Arquitectura militar   | Conjunto                                    | Várias                       | VC        | 2005 |                              |              |

 Legenda: PM - Património Mundial · MN - Monumento Nacional · IIP - Imóvel de Interesse Público · MIP - Monumento de Interesse Público · CIP - Conjunto de Interesse Público · SIP - Sítio de Interesse Público · IIM - Imóvel de Interesse Municipal · MIM - Monumento de Interesse Municipal · CIM - Conjunto de Interesse Municipal · SIM - Sítio de Interesse Municipal · VC - Em vias de classificação · SPL - Sem proteção legal

## Lourinhã
| ID    | Designações                                                                         | Categoria              | Tipologia | Freguesia                  | Grau | Ano  | Coordenadas                  | Imagem       |
| ----- | ----------------------------------------------------------------------------------- | ---------------------- | --------- | -------------------------- | ---- | ---- | ---------------------------- | ------------ |
| 70821 | Antiga Igreja Matriz da Lourinhã ou Igreja do Castelo                               | Arquitectura religiosa | Igreja    | Lourinhã                   | MN   | 1922 | 39.24243296° N 9.31338003° O |              |
| 70822 | Igreja Matriz da Lourinhã ou Igreja do Antigo Convento de Santo António da Lourinhã | Arquitectura religiosa | Igreja    | Lourinhã                   | MN   | 1910 | 39.24056618° N 9.31272326° O |              |
| 74218 | Forte de Nossa Senhora dos Anjos de Paimogo                                         | Arquitectura militar   | Forte     | Lourinhã                   | IIP  | 1957 | 39.28841804° N 9.34010339° O | Mais imagens |
| 73011 | Três Grutas ou Grutas de São Bartolomeu                                             | Arqueologia            | Gruta     | São Bartolomeu dos Galegos | IIP  | 1943 | 39.28013653° N 9.24568386° O |              |
| 74716 | Padrão do Vimeiro                                                                   | Arquitectura civil     | Padrão    | Vimeiro                    | IIP  | 1982 | 39.18393753° N 9.32176283° O |              |

 Legenda: PM - Património Mundial · MN - Monumento Nacional · IIP - Imóvel de Interesse Público · MIP - Monumento de Interesse Público · CIP - Conjunto de Interesse Público · SIP - Sítio de Interesse Público · IIM - Imóvel de Interesse Municipal · MIM - Monumento de Interesse Municipal · CIM - Conjunto de Interesse Municipal · SIM - Sítio de Interesse Municipal · VC - Em vias de classificação · SPL - Sem proteção legal

## Mafra
| ID    | Designações                                                                                           | Categoria              | Tipologia           | Freguesia              | Grau | Ano  | Coordenadas                  | Imagem       |
| ----- | --- | ---------------------- | ------------------- | ---------------------- | ---- | ---- | ---------------------------- | ------------ |
| 71505 | Solar da Quinta do Pato ou da Quinta da Família Pato e Cunha                                          | Arquitectura civil     | Solar               | Azueira                | IIM  | 1996 | 38.99784231° N 9.28395328° O |              |
| 75024 | Capela de Santa Cristina e cruzeiro adjacente                                                         | Arquitectura religiosa | Capela              | Azueira                | IIP  | 1993 | 38.99891256° N 9.26665603° O |              |
| 75025 | Igreja de São Pedro de Grilhões                                                                       | Arquitectura religiosa | Igreja              | Azueira                | IIP  | 1993 | 39.01071347° N 9.28580146° O |              |
| 71081 | Igreja de Nossa Senhora do Ó ou Igreja de Nossa Senhora do Porto                                      | Arquitectura religiosa | Igreja              | Carvoeira              | IIM  | 1984 | 38.95074251° N 9.39623524° O |              |
| 73999 | Ermida de São Julião                                                                                  | Arquitectura religiosa | Ermida              | Carvoeira              | IIP  | 1958 | 38.93608157° N 9.41904035° O |              |
| 71551 | Capela do Espírito Santo                                                                              | Arquitectura religiosa | Capela              | Cheleiros              | IIM  | 1982 | 38.89055564° N 9.33046373° O |              |
| 74468 | Igreja Paroquial de Cheleiros                                                                         | Arquitectura religiosa | Igreja              | Cheleiros              | IIP  | 1934 | 38.891546° N 9.32875153° O   |              |
| 74469 | Pelourinho de Cheleiros (fragmentos dispersos)                                                        | Arquitectura civil     | Pelourinho          | Cheleiros              | IIP  | 1933 | 38.88913855° N 9.32547254° O |              |
| 74470 | Ponte antiga de Cheleiros                                                                             | Arquitectura civil     | Ponte               | Cheleiros              | IIP  | 1982 | 38.88841664° N 9.3273621° O  | Mais imagens |
| 73380 | Igreja de Nossa Senhora da Encarnação ou Antiga Lobagueira dos Lobatos                                | Arquitectura religiosa | Igreja              | Encarnação             | IIP  | 1948 | 39.02866677° N 9.36825639° O |              |
| 69736 | Povoado da Serra do Socorro e Capela de Nossa Senhora do Socorro (parte superior da Serra do Socorro) | Arqueologia            | Povoado             | Enxara do Bispo        | IIP  | 1992 | 39.02004259° N 9.22334785° O |              |
| 73315 | Igreja de Nossa Senhora da Assunção ou Igreja Paroquial de Enxara do Bispo                            | Arquitectura religiosa | Igreja              | Enxara do Bispo        | IIP  | 1993 | 38.99083078° N 9.23875745° O |              |
| 74292 | Pelourinho de Enxara dos Cavaleiros                                                                   | Arquitectura civil     | Pelourinho          | Enxara do Bispo        | IIP  | 1933 | 38.98408511° N 9.21564024° O |              |
| 70957 | Edifício na Praça da República, edifício onde funcionou o Café Arcadas                                | Arquitectura civil     | Edifício            | Ericeira               | IIM  | 1996 | 38.9640519° N 9.41470072° O  |              |
| 72846 | Forte de Milreu ou Forte de São Pedro (zona envolvente)                                               | Arquitectura militar   | Forte               | Ericeira               | IIP  | 1977 | 38.98383214° N 9.41794277° O | Mais imagens |
| 72847 | Igreja de São Pedro ou Igreja Paroquial da Ericeira                                                   | Arquitectura religiosa | Igreja              | Ericeira               | IIP  | 1984 | 38.96674733° N 9.41531469° O |              |
| 72848 | Pelourinho da Ericeira                                                                                | Arquitectura civil     | Pelourinho          | Ericeira               | IIP  | 1933 | 38.96629522° N 9.41874474° O |              |
| 72350 | Igreja Matriz de São Silvestre do Gradil ou Igreja de São Silvestre                                   | Arquitectura religiosa | Igreja              | Gradil                 | IIP  | 1984 | 38.98281044° N 9.28107838° O |              |
| 73457 | Igreja Nova de Mafra (Pórtico da torre sineira, pórtico da galilé e pia baptismal)                    | Arquitectura religiosa | Portal              | Igreja Nova            | IIP  | 1950 | 38.91773629° N 9.31936794° O |              |
| 73458 | Penedo de Lexim                                                                                       | Arqueologia            | Povoado fortificado | Igreja Nova            | IIP  | 1982 | 38.89127666° N 9.31185051° O |              |
| 69940 | Convento de Mafra, Basílica de Mafra ou Palácio de Mafra                                              | Arquitectura civil     | Palácio             | Mafra                  | MN   | 1910 | 38.93690972° N 9.32586934° O | Mais imagens |
| 70521 | Igreja de Santo André                                                                                 | Arquitectura religiosa | Igreja              | Mafra                  | MN   | 1935 | 38.93649055° N 9.33772965° O |              |
| 73229 | Pelourinho de Mafra                                                                                   | Arquitectura civil     | Pelourinho          | Mafra                  | IIP  | 1933 | 38.93783376° N 9.33325449° O |              |
| 73425 | Igreja de São Miguel de Alcaínça                                                                      | Arquitectura religiosa | Portal              | Malveira               | IIP  |      | 38.92122361° N 9.28963142° O |              |
| 73949 | Igreja de São Miguel e cruzeiro do adro                                                               | Arquitectura religiosa | Igreja              | Milharado              | IIP  | 1986 | 38.9484509° N 9.20011352° O  |              |
| 73947 | Igreja de Santo Isidoro de Mafra                                                                      | Arquitectura religiosa | Igreja              | Santo Isidoro          | IIP  | 1950 | 38.99406407° N 9.39737515° O |              |
| 73424 | Antiga Capela do Espírito Santo de Alcainça Grande (portal manuelino)                                 | Arquitectura religiosa | Portal              | São Miguel de Alcainça | IIP  | 2002 | 38.9230248° N 9.28966069° O  |              |
| 74291 | Ermida de Nossa Senhora do Codeçal                                                                    | Arquitectura religiosa | Ermida              | Sobral da Abelheira    | IIP  | 1983 | 38.96699235° N 9.30652911° O |              |
| 74303 | Igreja de Vila Franca do Rosário                                                                      | Arquitectura religiosa | Igreja              | Vila Franca do Rosário | IIP  | 1984 | 38.71138889° N 9.13722222° O |              |

 Legenda: PM - Património Mundial · MN - Monumento Nacional · IIP - Imóvel de Interesse Público · MIP - Monumento de Interesse Público · CIP - Conjunto de Interesse Público · SIP - Sítio de Interesse Público · IIM - Imóvel de Interesse Municipal · MIM - Monumento de Interesse Municipal · CIM - Conjunto de Interesse Municipal · SIM - Sítio de Interesse Municipal · VC - Em vias de classificação · SPL - Sem proteção legal

## Odivelas
| ID      | Designações                                                                                               | Categoria              | Tipologia           | Freguesia             | Grau | Ano  | Coordenadas                  | Imagem       |
| ------- | --- | ---------------------- | ------------------- | --------------------- | ---- | ---- | ---------------------------- | ------------ |
| 70248   | Dólmen do Sítio das Pedras Grandes                                                                        | Arqueologia            | Anta                | Caneças               | MN   | 1949 | 38.80714939° N 9.21871035° O |              |
| 155724  | Aqueduto das Águas Livres, seus aferentes e correlacionados (concelho de Odivelas: freguesia de Caneças)  | Arquitectura civil     | Aqueduto            | Caneças               | MN   |      | 38.82861291° N 9.17642903° O | Mais imagens |
| 6908625 | Conjunto das cinco fontes de Caneças (Fontaínhas, Pissarras, Passarinhos, Castelo de Vide e Castanheiros) | Arquitectura civil     | Fonte               | Caneças               | IIM  |      | 38.81308294° N 9.22765405° O |              |
| 69697   | Povoado fortificado da Serra da Amoreira                                                                  | Arqueologia            | Povoado fortificado | Ramada                | IIM  | 1997 | 38.81227909° N 9.19967684° O |              |
| 70249   | Memorial de Odivelas                                                                                      | Arquitectura religiosa | Memorial            | Odivelas              | MN   | 1910 | 38.7904651° N 9.18049887° O  |              |
| 70250   | Mosteiro de Odivelas ou Mosteiro de S. Dinis                                                              | Arquitectura religiosa | Mosteiro            | Odivelas              | MN   | 1910 | 38.71222222° N 9.145° O      | Mais imagens |
| 70888   | Igreja do Santíssimo Nome de Jesus ou Igreja Matriz de Odivelas                                           | Arquitectura religiosa | Igreja              | Odivelas              | IIP  | 1997 | 38.79167643° N 9.18102304° O |              |
| 70920   | Palacete na Rua Dr. Alexandre Braga e logradouro                                                          | Arquitectura civil     | Palacete            | Odivelas              | IIM  | 1996 | 38.78802116° N 9.18282242° O |              |
| 72753   | Padrão do Senhor Roubado                                                                                  | Arquitectura civil     | Padrão              | Odivelas              | IIP  | 1948 | 38.78620948° N 9.17086124° O |              |
| 7830409 | "Velho Mirante"                                                                                           | Arquitectura civil     | Edifício            | Pontinha              | IIM  |      | 38.76963186° N 9.19824685° O |              |
| 70624   | Igreja da Póvoa de Santo Adrião                                                                           | Arquitectura religiosa | Igreja              | Póvoa de Santo Adrião | MN   | 1971 | 38.80277499° N 9.15961336° O | Mais imagens |

 Legenda: PM - Património Mundial · MN - Monumento Nacional · IIP - Imóvel de Interesse Público · MIP - Monumento de Interesse Público · CIP - Conjunto de Interesse Público · SIP - Sítio de Interesse Público · IIM - Imóvel de Interesse Municipal · MIM - Monumento de Interesse Municipal · CIM - Conjunto de Interesse Municipal · SIM - Sítio de Interesse Municipal · VC - Em vias de classificação · SPL - Sem proteção legal

## Oeiras
| ID      | Designações                                                                                               | Categoria              | Tipologia                                   | Freguesia                    | Grau | Ano  | Coordenadas                           | Imagem       |
| ------- | --- | ---------------------- | ------------------------------------------- | ---------------------------- | ---- | ---- | ------------------------------------- | ------------ |
| 74289   | Capela de Nossa Senhora da Conceição ou Quinta de Sinel de Cordes ou Quinta de Nossa Senhora da Conceição | Arquitectura religiosa | Capela                                      | Barcarena                    | IIP  | 1982 | 38.72606583° N 9.27775883° O          |              |
| 74290   | Estação Eneolítica de Leceia                                                                              | Arqueologia            | Estação Arqueológica                        | Barcarena                    | IIP  | 1963 | 38.72809125° N 9.28156297° O          |              |
| 70880   | Aqueduto, Mina, Mãe de Água, Chafariz e Clarabóias                                                        | Arquitectura civil     | Aqueduto                                    | Carnaxide                    | VC   | 1991 |                                       |              |
| 155806  | Aqueduto das Águas Livres, seus aferentes e correlacionados (concelho de Oeiras: freguesia de Carnaxide)  | Arquitectura civil     | Aqueduto                                    | Carnaxide                    | MN   |      | 38.6931392° N 9.30893302° O           |              |
| 74116   | Forte de São Bruno, em Caxias                                                                             | Arquitectura militar   | Forte                                       | Caxias                       | IIP  | 1978 | 38.69617181° N 9.27564951° O          | Mais imagens |
| 74866   | Jardins, esculturas e duas salas com pintura decorativa, no antigo Paço Real de Caxias                    | Arquitectura civil     | Paço                                        | Caxias                       | IIP  | 1953 | 38.70343297° N 9.27001748° O          |              |
| 70906   | Ponte do século XVII sobre o Rio Jamor                                                                    | Arquitectura civil     | Ponte                                       | Cruz Quebrada - Dafundo      | IIM  | 1982 | 38.69555556° N 9.20777778° O          |              |
| 7746383 | Kodak Portuguesa, Lda.                                                                                    | Património industrial  | Arquitectura Industrial Moderna (1925-1965) | Linda-a-Velha                |      |      | 38.717469253883° N 9.2384076118469° O |              |
| 70640   | Palácio do Marquês de Pombal, Jardim, Casa de Pesca e Cascata                                             | Arquitectura civil     | Palácio                                     | Oeiras e São Julião da Barra | MN   | 1953 | 38.6918364° N 9.30411888° O           | Mais imagens |
| 72323   | Torre de São Lourenço ou Torre do Bugio                                                                   | Arquitectura militar   | Torre                                       | Oeiras e São Julião da Barra | IIP  | 1957 | 38.66049909° N 9.29502592° O          |              |
| 74623   | Forte de São Julião da Barra                                                                              | Arquitectura militar   | Forte                                       | Oeiras e São Julião da Barra | IIP  |      | 38.73989444° N 9.13630833° O          | Mais imagens |
| 74624   | Pelourinho de Oeiras ou Pelourinho da Vila de Oeiras                                                      | Arquitectura civil     | Pelourinho                                  | Oeiras e São Julião da Barra | IIP  | 1933 | 38.69067322° N 9.30513429° O          | Mais imagens |
| 70945   | Solar da Quinta do Jardim e área verde envolvente                                                         | Arquitectura civil     | Solar                                       | Paço de Arcos                | VC   | 1997 | 38.71222222° N 9.14° O                |              |
| 155805  | Fornos de Cal (conjunto de 5)                                                                             | Arquitectura civil     | Forno                                       | Paço de Arcos                | IIP  | 2002 | 38.69406364° N 9.29123612° O          |              |
| 155807  | Quinta de Santo António da Mina (casa anexa e jardins)                                                    | Arquitectura civil     | Quinta                                      | Paço de Arcos                | VC   | 1999 |                                       |              |
| 73598   | Casa de D. Miguel ou Vila Cacilda                                                                         | Arquitectura civil     | Edifício                                    | Queijas                      | IIP  | 2002 | 38.72245767° N 9.25882076° O          |              |

 Legenda: PM - Património Mundial · MN - Monumento Nacional · IIP - Imóvel de Interesse Público · MIP - Monumento de Interesse Público · CIP - Conjunto de Interesse Público · SIP - Sítio de Interesse Público · IIM - Imóvel de Interesse Municipal · MIM - Monumento de Interesse Municipal · CIM - Conjunto de Interesse Municipal · SIM - Sítio de Interesse Municipal · VC - Em vias de classificação · SPL - Sem proteção legal

## Sintra
| ID       | Designações | Categoria              | Tipologia          | Freguesia                         | Grau | Ano  | Coordenadas                           | Imagem       |
| -------- | --- | ---------------------- | ------------------ | --------------------------------- | ---- | ---- | ------------------------------------- | ------------ |
| 6666431  | Paisagem Cultural de Sintra |                        |                    |                                   | MN   | 2001 | 38.80212093° N 9.38783725° O          |              |
| 71144    | Anta de Agualva | Arqueologia            | Anta               | Agualva                           | MN   | 1910 | 38.76899812° N 9.28946799° O          |              |
| 155895   | Sítio arqueológico de Colaride ou Estação romana de Colaride | Arqueologia            | Sítio              | Agualva                           | VC   | 1999 |                                       |              |
| 5711850  | Quinta de Nossa Senhora do Monte do Carmo | n/a                    | n/a                | Agualva                           | IIM  |      | 38.77080188° N 9.29468643° O          |              |
| 70876    | Complexo arqueológico de Olelas (Serra de Olelas) | Arqueologia            | Conjunto           | Almargem do Bispo                 | VC   | 1993 |                                       |              |
| 73648    | Igreja de Almargem do Bispo ou Igreja de São Pedro | Arquitectura religiosa | Igreja             | Almargem do Bispo                 | IIP  | 1960 | 38.84715592° N 9.27308726° O          |              |
| 69751    | Ruínas da antiga barragem romana ou Barragem romana de Belas de onde partia um aqueduto para Olisipo                                                                                      | Arqueologia            | Barragem           | Belas                             | IIP  | 1974 | 38.79321167° N 9.24485619° O          | Mais imagens |
| 71247    | Quinta do Molha Pão (Casa nobre, anexos agrícolas, jardins, fonte e portão) | Arquitectura civil     | Quinta             | Belas                             | IIP  | 1993 | 38.795567° N 9.299136° O              |              |
| 72304    | Casa e Quinta do Bonjardim | Arquitectura civil     | Quinta             | Belas                             | IIP  | 2002 | 38.78983707° N 9.27714477° O          |              |
| 72843    | Palácio da Quinta do Marquês | Arquitectura civil     | Palácio            | Belas                             | IIP  | 1943 | 38.78002008° N 9.26778158° O          |              |
| 72844    | Monumento megalítico do Pego Longo, Monumento megalítico de D. Maria, Monumento megalítico da Serra das Camélias, Monumento megalítico da Serra das Camelas ou Galeria de Carenque        | Arqueologia            | Galeria coberta    | Belas                             | IIP  | 1990 | 38.77288196° N 9.26076443° O          |              |
| 72845    | Igreja de Nossa Senhora da Misericórdia ou Igreja Matriz de Belas (Pórtico manuelino) | Arquitectura religiosa | Portal             | Belas                             | IIP  | 1922 | 38.77803131° N 9.26293995° O          |              |
| 70768    | Quinta da Bela Vista | Arquitectura civil     | Conjunto urbano    | Cacém                             | VC   | 1995 | 38.771546° N 9.304002° O              |              |
| 69724    | Monumento pré-histórico da Praia das Maçãs | Arqueologia            | Tolo               | Colares                           | MN   | 1974 | 38.82842555° N 9.46085749° O          |              |
| 69858    | Pelourinho de Colares | Arquitectura civil     | Pelourinho         | Colares                           | MN   | 1910 | 38.79929885° N 9.44622729° O          |              |
| 70741    | Anta de Adrenunes | Arqueologia            | Anta               | Colares                           | MN   | 1910 | 38.77793331° N 9.46449964° O          |              |
| 70826    | Igreja de Nossa Senhora da Conceição da Ulgueira | Arquitectura religiosa | Igreja             | Colares                           | VC   | 1996 | 38.785681767361° N 9.4758716225624° O |              |
| 70827    | Quinta de Vale de Marinha | Arquitectura civil     | Quinta             | Colares                           | IIM  | 1997 | 38.80033732° N 9.47529957° O          |              |
| 71073    | Casa dos Lafetás ou Vila Cosme | Arquitectura civil     | Vila               | Colares                           | IIM  | 1983 | 38.79518334° N 9.45333391° O          |              |
| 71876    | Troço Ribeira/Praia das Maçãs da antiga linha de eléctricos de Sintra, estruturas e composições                                                                                           | Arquitectura civil     | Linha de eléctrico | Colares                           | VC   |      |                                       |              |
| 72947    | Capela de Santo António ou Capela de Nossa Senhora das Mercês | Arquitectura religiosa | Capela             | Colares                           | IIP  | 1961 | 38.7870783° N 9.45318426° O           |              |
| 72949    | Capela da Misericórdia de Colares ou Antiga Capela da Família Melo e Castro | Arquitectura religiosa | Capela             | Colares                           | IIP  | 1996 | 38.7979199° N 9.44709977° O           |              |
| 72950    | Villa romana de Santo André de Almoçageme | Arqueologia            | Villa              | Colares                           | IIP  | 1997 | 38.80033732° N 9.47529957° O          |              |
| 72978    | Santuário da Peninha ou Capela de Nossa Senhora da Penha e dependências | Arquitectura religiosa | Santuário          | Colares                           | IIP  | 1977 | 38.76896267° N 9.46205459° O          |              |
| 72979    | Forte da Roca | Arquitectura militar   | Forte              | Colares                           | IIP  | 1982 | 38.77040478° N 9.49326248° O          |              |
| 73530    | Tolos do Monge | Arqueologia            | Tolo               | Colares                           | MN   | 1996 | 38.774323815139° N 9.4414776563644° O |              |
| 73573    | Convento de Santa Ana da Ordem do Carmo, Convento de Sant'Ana da Ordem do Carmo, Convento do Carmo ou Quinta do Carmo e respectiva cerca                                                  | Arquitectura religiosa | Convento           | Colares                           | IIP  | 2002 | 38.79343419° N 9.44869774° O          |              |
| 73575    | Quinta Mazziotti ou Quinta do França | Arquitectura civil     | Quinta             | Colares                           | IIP  | 1981 |                                       |              |
| 70150    | Anta do Monte Abraão | Arqueologia            | Anta               | Monte Abraão                      | MN   | 1910 | 38.769679° N 9.267442° O              |              |
| 71953    | Igreja de Nossa Senhora da Purificação de Montelavar | Arquitectura religiosa | Igreja             | Montelavar                        | VC   | 1999 | 38.860979° N 9.334958° O              |              |
| 155894   | Aqueduto das Águas Livres, seus aferentes e correlacionados (concelho de Sintra: freguesias de Almargem do Bispo, Casal de Cambra, Belas, Agualva-Cacém e Queluz)                         | Arquitectura civil     | Aqueduto           | Montelavar                        | MN   |      | 38.86172395° N 9.33735281° O          |              |
| 7897591  | Villa romana da Granja dos Serrões | Arqueologia            | Villa              | Montelavar                        | VC   |      |                                       |              |
| 70181    | Palácio Nacional de Queluz e jardins | Arquitectura civil     | Palácio            | Queluz                            | MN   | 1910 | 38.75088333° N 9.257516667° O         | Mais imagens |
| 70182    | Palacete Pombal ou Palacete dos Condes de Almeida Araújo, pavilhão das cocheiras e jardim anexo                                                                                           | Arquitectura civil     | Palacete           | Queluz                            | MN   | 1993 | 38.75122318° N 9.25185342° O          |              |
| 70878    | Torre do Relógio (Largo do Palácio Nacional de Queluz) | Arquitectura civil     | Torre              | Queluz                            | VC   | 1996 | 38.750864° N 9.257529° O              |              |
| 70879    | Quinta Nova da Assunção | Arquitectura civil     | Quinta             | Queluz                            | VC   | 1996 | 38.777983° N 9.264824° O              |              |
| 71520    | Igreja de Nossa Senhora de Belém ou Igreja Matriz de Rio de Mouro | Arquitectura religiosa | Igreja             | Rio de Mouro                      | IIM  | 1996 | 38.77220657° N 9.32864159° O          |              |
| 9967800  | Recinto da Feira das Mercês e Muro de Derrete e imóveis que fazem parte do "espaço social" envolvente (Ermida de Nossa Senhora das Mercês, Cruzeiro das Mercês e casa-agrícola pombalina) | n/a                    | n/a                | Rio de Mouro                      | IIM  |      | 38.77062308° N 9.32581914° O          |              |
| 69881    | Igreja de Santa Maria | Arquitectura religiosa | Igreja             | Santa Maria e São Miguel          | MN   | 1922 | 38.79381292° N 9.38476794° O          |              |
| 70022    | Villa romana de Abóbodas | Arqueologia            | Villa              | Santa Maria e São Miguel          | VC   | 1996 |                                       |              |
| 70843    | Antiga Cadeia Comarcã de Sintra | Arquitectura civil     | Cadeia             | Santa Maria e São Miguel          | VC   | 1983 | 38.798264° N 9.386072° O              |              |
| 71689    | Quinta dos Ribafrias | Arquitectura civil     | Paço               | Santa Maria e São Miguel          | IIP  | 1943 | 38.81310419° N 9.37998261° O          |              |
| 74980    | Quinta de São Sebastião, capela, casa e mais edifícios de apoio | Arquitectura civil     | Quinta             | Santa Maria e São Miguel          | IIP  | 1997 | 38.80075025° N 9.38965494° O          |              |
| 342948   | Ermida de Santo Amaro | Arquitectura religiosa | Ermida             | Santa Maria e São Miguel          | VC   | 1996 |                                       |              |
| 13777197 | Escola Domingos José de Morais | Arquitectura civil     | Escola             | Santa Maria e São Miguel          | MIM  | 2010 | 38.79906082° N 9.38172894° O          |              |
| 69672    | Calçada, ponte romana e azenhas na Catribana | Arqueologia            | Calçada            | São João das Lampas               | IIP  | 1992 | 38.88835472° N 9.41385665° O          |              |
| 69698    | Ruínas de São Miguel de Odrinhas | Arqueologia            | Capela             | São João das Lampas               | IIP  | 1959 | 38.8871108° N 9.36629431° O           |              |
| 70853    | Ermida de Santa Susana | Arquitectura religiosa | Ermida             | São João das Lampas               | VC   | 1996 |                                       |              |
| 73615    | Conjunto Megalítico de Barreira ou Menires da Barreira | Arqueologia            | Cromeleque         | São João das Lampas               | IIP  | 1993 | 38.88795032° N 9.37207134° O          |              |
| 73946    | Igreja Matriz de São João das Lampas ou Igreja de São João Baptista (Pórtico manuelino)                                                                                                   | Arquitectura religiosa | Portal             | São João das Lampas               | IIP  | 1922 | 38.87431731° N 9.40019192° O          |              |
| 69761    | Capela de São Mamede de Janas | Arquitectura religiosa | Capela             | São Martinho                      | IIP  | 1961 | 38.82499265° N 9.44582448° O          |              |
| 69773    | Necrópole pré-histórica do Vale de São Martinho | Arqueologia            | Tolo               | São Martinho                      | IIP  | 1946 | 38.80696191° N 9.38243107° O          |              |
| 69856    | Palácio Nacional de Sintra ou Palácio da Vila | Arquitectura civil     | Palácio            | São Martinho                      | MN   | 1910 | 38.797962° N 9.390875° O              | Mais imagens |
| 70263    | Antigo repuxo manuelino da Vila de Sintra | Arquitectura civil     | Chafariz           | São Martinho                      | MN   |      | 38.79750241° N 9.39096758° O          |              |
| 70450    | Solar da Quinta da Penha Verde | Arquitectura civil     | Quinta             | São Martinho                      | MN   | 1953 | 38.79394388° N 9.40266799° O          |              |
| 71688    | Palácio da Regaleira ou Quinta da Regaleira, incluindo o palácio, capela, torres, complexo subterrâneo, jardim e todos os elementos decorativos                                           | Arquitectura civil     | Quinta             | São Martinho                      | IIP  | 2002 | 38.79508486° N 9.39630021° O          | Mais imagens |
| 72303    | Palácio da Quinta do Relógio | Arquitectura civil     | Palácio            | São Martinho                      | IIP  | 1997 | 38.79652184° N 9.39502495° O          | Mais imagens |
| 72838    | Convento dos Capuchos | Arquitectura religiosa | Convento           | São Martinho                      | IIP  | 1948 | 38.78354096° N 9.44736493° O          | Mais imagens |
| 72839    | Palácio de Monserrate, mata e jardins | Arquitectura civil     | Palácio            | São Martinho                      | IIP  | 1978 | 38.719075° N 9.14638889° O            | Mais imagens |
| 72840    | Palácio de Seteais construções e terreiro vedado, jardins, terraços e Quinta | Arquitectura civil     | Palácio            | São Martinho                      | IIP  | 1947 | 38.7962915° N 9.40048822° O           |              |
| 72841    | Pelourinho de Sintra | Arquitectura civil     | Pelourinho         | São Martinho                      | IIP  | 1933 | 38.79705056° N 9.39026901° O          |              |
| 4329198  | Paço dos Ribafrias, Casa dos Ribafrias ou Casa Pombal e jardim, incluindo os elementos decorativos do conjunto                                                                            | Arquitectura civil     | Conjunto           | São Martinho                      | IIP  | 2001 | 38.795784° N 9.39251° O               |              |
| 69854    | Igreja da Penha Longa | Arquitectura religiosa | Igreja             | São Pedro de Penaferrim           | MN   | 1910 | 38.76249838° N 9.39520716° O          |              |
| 69855    | Palácio Nacional da Pena | Arquitectura civil     | Palácio            | São Pedro de Penaferrim           | MN   | 1910 | 38.787778° N 9.390556° O              | Mais imagens |
| 70825    | Casa do Cipreste, incluindo a cerca | Arquitectura civil     | Casa               | São Pedro de Penaferrim           | IIP  | 2002 | 38.79400422° N 9.38120324° O          |              |
| 72944    | Capela de São Lázaro | Arquitectura religiosa | Capela             | São Pedro de Penaferrim           | IIP  | 1933 | 38.79085057° N 9.38129781° O          |              |
| 72945    | Palácio e Quinta do Ramalhão, Paço Real do Ramalhão ou Colégio de São José das Irmãs Dominicanas Portuguesas                                                                              | Arquitectura civil     | Quinta             | São Pedro de Penaferrim           | IIP  | 1996 | 38.78594259° N 9.37189022° O          |              |
| 72946    | Chalet da Condessa de Edla ou Chalet da Condessa | Arquitectura civil     | Chalet             | São Pedro de Penaferrim           | IIP  | 1993 | 38.78509203° N 9.39911586° O          | Mais imagens |
| 73572    | Sítio de Santa Eufémia da Serra ou Conjunto monumental de Santa Eufémia, incluindo a ermida de Santa Eufémia                                                                              | Arquitectura religiosa | Conjunto           | São Pedro de Penaferrim           | IIP  | 2002 | 38.78635978° N 9.38513235° O          |              |
| 336929   | Castelo dos Mouros e cisterna | Arquitectura militar   | Castelo            | São Pedro de Penaferrim           | MN   | 1910 | 38.792991° N 9.388668° O              | Mais imagens |
| 13292863 | Monumento da Grande Guerra | n/a                    | n/a                | Sintra (Santa Maria e São Miguel) | IIM  |      | 38.80141236° N 9.38503915° O          |              |
| 9380354  | Fonte de São Pedro de Penaferrim | n/a                    | n/a                | Sintra (São Pedro de Penaferrim)  | IIM  |      | 38.7906893° N 9.38037425° O           |              |
| 69671    | Fonte de Armés ou Fonte dos Mouros | Arquitectura civil     | Fonte              | Terrugem                          | IIP  | 1990 | 38.85020852° N 9.34295244° O          |              |
| 72824    | Fonte de Cabrela ou Fonte Velha | Arquitectura civil     | Fonte              | Terrugem                          | IIP  | 2002 | 38.71675° N 9.14016667° O             |              |
| 74918    | Igreja de Terrugem ou Igreja de São João Degolado | Arquitectura religiosa | Igreja             | Terrugem                          | IIP  | 1961 | 38.84475685° N 9.37488013° O          |              |
| 74919    | Capela de São Sebastião | Arquitectura religiosa | Capela             | Terrugem                          | IIP  | 1949 | 38.846478° N 9.3781928° O             |              |

 Legenda: PM - Património Mundial · MN - Monumento Nacional · IIP - Imóvel de Interesse Público · MIP - Monumento de Interesse Público · CIP - Conjunto de Interesse Público · SIP - Sítio de Interesse Público · IIM - Imóvel de Interesse Municipal · MIM - Monumento de Interesse Municipal · CIM - Conjunto de Interesse Municipal · SIM - Sítio de Interesse Municipal · VC - Em vias de classificação · SPL - Sem proteção legal

## Sobral de Monte Agraço
| ID    | Designações                                                                                      | Categoria              | Tipologia | Freguesia              | Grau | Ano  | Coordenadas                  | Imagem       |
| ----- | ------------------------------------------------------------------------------------------------ | ---------------------- | --------- | ---------------------- | ---- | ---- | ---------------------------- | ------------ |
| 72204 | Igreja de São Quintino                                                                           | Arquitectura religiosa | Igreja    | Santo Quintino         | MN   | 1910 | 39.00621905° N 9.14412598° O | Mais imagens |
| 71860 | Capela de Sobral de Monte Agraço ou Capela do Salvador do Mundo (junto do Cemitério do Salvador) | Arquitectura religiosa | Capela    | Sobral de Monte Agraço | IIP  | 1955 | 39.00735584° N 9.15936943° O |              |

 Legenda: PM - Património Mundial · MN - Monumento Nacional · IIP - Imóvel de Interesse Público · MIP - Monumento de Interesse Público · CIP - Conjunto de Interesse Público · SIP - Sítio de Interesse Público · IIM - Imóvel de Interesse Municipal · MIM - Monumento de Interesse Municipal · CIM - Conjunto de Interesse Municipal · SIM - Sítio de Interesse Municipal · VC - Em vias de classificação · SPL - Sem proteção legal

## Torres Vedras
| ID      | Designações | Categoria              | Tipologia            | Freguesia                           | Grau | Ano  | Coordenadas                  | Imagem       |
| ------- | --- | ---------------------- | -------------------- | ----------------------------------- | ---- | ---- | ---------------------------- | ------------ |
| 74916   | Gruta da Raínha ou Lapa da Raínha (duas grutas junto a Maceira)                                                                      | Arqueologia            | Gruta                | A dos Cunhados                      | IIP  | 1946 | 39.18143453° N 9.32607202° O |              |
| 74917   | Convento de Penafirme ou Convento de Nossa Senhora da Graça de Penafirme (ruínas), junto à foz da Ribeira do Sorraia                 | Arquitectura religiosa | Convento             | A dos Cunhados                      | IIP  | 1993 | 39.16355323° N 9.35581658° O |              |
| 74781   | Igreja de São Pedro de Dois Portos                                                                                                   | Arquitectura religiosa | Igreja               | Dois Portos                         | IIP  | 1948 | 39.03688233° N 9.18057417° O |              |
| 74782   | Ermida de Nossa Senhora da Purificação                                                                                               | Arquitectura religiosa | Ermida               | Dois Portos                         | IIP  | 1967 | 39.04559282° N 9.17851986° O |              |
| 71687   | Igreja Matriz de Freiria ou Igreja de São Lucas                                                                                      | Arquitectura religiosa | Igreja               | Freiria                             | VC   | 1991 |                              |              |
| 70365   | Aqueduto de Torres Vedras | Arquitectura civil     | Aqueduto             | Matacães                            | MN   | 1910 | 39.09288853° N 9.25045325° O |              |
| 70962   | Casa da Quinta Nova | Arquitectura civil     | Casa                 | Matacães                            | IIM  | 1996 | 39.09015952° N 9.21997801° O |              |
| 70963   | Residência Solarenga da Quinta do Juncal                                                                                             | Arquitectura civil     | Solar                | Matacães                            | IIM  | 1993 | 39.08934366° N 9.21084633° O |              |
| 71252   | Castro da Fórnea | Arqueologia            | Castro               | Matacães                            | IIP  | 2002 | 39.08682343° N 9.21841272° O |              |
| 71700   | Ermida e Sítio do Senhor Jesus do Calvário                                                                                           | Arquitectura religiosa | Ermida               | Matacães                            | VC   | 1998 |                              |              |
| 71823   | Igreja de Nossa Senhora da Oliveira                                                                                                  | Arquitectura religiosa | Igreja               | Matacães                            | IIP  | 1996 | 39.08993056° N 9.21166433° O |              |
| 70262   | Gruta artificial em Ermigeira (época calcolítica)                                                                                    | Arqueologia            | Gruta Artificial     | Maxial                              | MN   | 1943 | 39.13415689° N 9.18894311° O |              |
| 5655406 | Casa do Eremita | Arquitectura civil     | Casa                 | Maxial                              | IIM  | 2003 | 39.1296835° N 9.19157075° O  |              |
| 74099   | Casa da Quinta das Lapas, com a respectiva cerca, a praça frente à Capela, a alameda e a Capela de Santo António                     | Arquitectura civil     | Quinta               | Monte Redondo                       | IIP  | 2002 | 39.10873077° N 9.20655215° O |              |
| 69966   | Moinho na Gondruzeira | Arquitectura civil     | Moinho               | Ponte do Rol                        | VC   | 1980 |                              |              |
| 73228   | Lar dos Veteranos Militares ou Asilo de Inválidos Militares de Runa                                                                  | Arquitectura civil     | Edifício             | Runa                                | IIP  | 1967 | 39.07369748° N 9.20701432° O |              |
| 70158   | Monumento pré-histórico no Casal do Zambujal ou Castro do Zambujal, e terreno onde assenta uma povoação do começo da Idade do Bronze | Arqueologia            | Castro               | Santa Maria do Castelo e São Miguel | MN   |      | 39.0753618° N 9.2845426° O   |              |
| 70223   | Convento de Varatojo ou Mosteiro de Santo António                                                                                    | Arquitectura religiosa | Mosteiro             | Santa Maria do Castelo e São Miguel | MN   | 1910 | 39.09082065° N 9.27972024° O |              |
| 70224   | Igreja de Santa Maria do Castelo (Trechos românicos)                                                                                 | Arquitectura religiosa | Igreja               | Santa Maria do Castelo e São Miguel | MN   | 1910 | 39.09417013° N 9.26139638° O |              |
| 74111   | Castelo de Torres Vedras | Arquitectura militar   | Castelo              | Santa Maria do Castelo e São Miguel | IIP  | 1957 | 39.09462053° N 9.26139201° O | Mais imagens |
| 70373   | Igreja de São Pedro ou Igreja de São Pedro da Cadeira                                                                                | Arquitectura religiosa | Igreja               | São Pedro e Santiago                | MN   | 1910 | 39.09299853° N 9.25867302° O | Mais imagens |
| 70374   | Chafariz dos Canos | Arquitectura civil     | Chafariz             | São Pedro e Santiago                | MN   | 1910 | 38.7425° N 9.14527778° O     |              |
| 70375   | Ermida de Nossa Senhora do Ameal | Arquitectura religiosa | Ermida               | São Pedro e Santiago                | MN   | 1910 | 39.09849016° N 9.26081799° O |              |
| 70471   | Tolo do Barro ou Tolo da Pena (Monumento funerário eneolítico)                                                                       | Arqueologia            | Monumento megalítico | São Pedro e Santiago                | MN   |      | 39.06771153° N 9.26278856° O |              |
| 70831   | Capela do Sanatório do Antigo Convento do Barro                                                                                      | Arquitectura religiosa | Capela               | São Pedro e Santiago                | VC   | 1994 |                              |              |
| 70832   | Igreja de Santiago | Arquitectura religiosa | Igreja               | São Pedro e Santiago                | VC   | 1997 |                              |              |
| 70833   | Forte de Olheiros, Reduto de Olheiros ou Forte do Canudo                                                                             | Arquitectura militar   | Forte                | São Pedro e Santiago                | IIP  | 1997 | 39.10322463° N 9.27041901° O |              |
| 73944   | Igreja e Convento da Graça | Arquitectura religiosa | Igreja               | São Pedro e Santiago                | IIP  | 1958 | 39.09006852° N 9.25895002° O | Mais imagens |
| 73945   | Forte de São Vicente e Capela de São Vicente                                                                                         | Arquitectura militar   | Forte                | São Pedro e Santiago                | IIP  | 1967 | 39.0994178° N 9.26454337° O  |              |
| 74217   | Azenha de Santa Cruz | Arquitectura civil     | Azenha               | Silveira                            | IIP  | 1997 | 39.13385493° N 9.38316234° O |              |
| 70841   | Capela do Espírito Santo ou Capela do Senhor Morto                                                                                   | Arquitectura religiosa | Capela               | Turcifal                            | VC   | 1996 |                              |              |
| 73584   | Igreja de Santa Maria Madalena ou Igreja Matriz do Turcifal                                                                          | Arquitectura religiosa | Igreja               | Turcifal                            | IIP  | 2002 | 39.04204864° N 9.26570571° O |              |

 Legenda: PM - Património Mundial · MN - Monumento Nacional · IIP - Imóvel de Interesse Público · MIP - Monumento de Interesse Público · CIP - Conjunto de Interesse Público · SIP - Sítio de Interesse Público · IIM - Imóvel de Interesse Municipal · MIM - Monumento de Interesse Municipal · CIM - Conjunto de Interesse Municipal · SIM - Sítio de Interesse Municipal · VC - Em vias de classificação · SPL - Sem proteção legal

## Vila Franca de Xira
| ID       | Designações | Categoria              | Tipologia                                   | Freguesia               | Grau | Ano  | Coordenadas                  | Imagem |
| -------- | --- | ---------------------- | ------------------------------------------- | ----------------------- | ---- | ---- | ---------------------------- | ------ |
| 11067434 | Pelourinho de Alhandra | n/a                    | n/a                                         | Alhandra                | IIP  |      | 38.92784277° N 9.00502288° O |        |
| 71802    | Marco da IV Légua (Marco de Légua, EN. 12-1ª, km. 16,850) | Arquitectura civil     | Marco                                       | Alverca do Ribatejo     | IIP  | 1943 | 39.00407263° N 8.97698342° O |        |
| 74545    | Marco da VI Légua (Marco de Légua, EN. 12-1ª, km. 29,270) | Arquitectura civil     | Marco                                       | Alverca do Ribatejo     | IIP  | 1943 | 39.0043075° N 8.97064846° O  |        |
| 11067279 | Pelourinho de Alverca do Ribatejo | n/a                    | n/a                                         | Alverca do Ribatejo     | IIP  |      | 38.89935076° N 9.03825234° O |        |
| 70886    | Igreja Paroquial de Cachoeiras | Arquitectura religiosa | Igreja                                      | Cachoeiras              | IIP  | 1994 | 38.98580831° N 9.01550984° O |        |
| 71801    | Igreja Matriz de Castanheira do Ribatejo ou Igreja de São Bartolomeu | Arquitectura religiosa | Igreja                                      | Castanheira do Ribatejo | IIP  | 1963 | 38.99288628° N 8.97186408° O |        |
| 9412521  | Pátio das Areias, na Quinta das Areias | n/a                    | n/a                                         | Castanheira do Ribatejo | IIM  |      | 38.98066199° N 8.97825145° O |        |
| 74715    | Dois obeliscos ladeando a EN 12-1ª, ao km 13,895 | Arquitectura civil     | Marco                                       | Forte da Casa           | IIP  | 1943 | 38.88230878° N 9.049733° O   |        |
| 74170    | Quinta e Palácio de Nossa Senhora da Piedade (intramuros e igreja) | Arquitectura civil     | Quinta                                      | Póvoa de Santa Iria     | IIP  | 1984 | 38.86196358° N 9.06975995° O |        |
| 72826    | Quinta do Bulhaco (parte da primitiva quinta), incluindo a Casa Grande, os pátios, as dependências agrícolas, a azenha, a casa de fresco, o Casal do Pereiro, o sistema hidráulico e terrenos agrícolas e silvículas | Arquitectura civil     | Quinta                                      | São João dos Montes     | IIP  | 2002 | 38.94855964° N 9.06447499° O |        |
| 71054    | Capela de Santa Eulália (ruínas) | Arquitectura religiosa | Capela                                      | Vialonga                | IIM  | 1982 | 38.88250639° N 9.09890999° O |        |
| 74780    | Igreja Paroquial de Nossa Senhora da Assunção de Vialonga, elementos de talha, pintura sobre tela, azulejos e imagens                                                                                                | Arquitectura religiosa | Igreja                                      | Vialonga                | IIP  | 1993 | 38.8750189° N 9.0782858° O   |        |
| 6684413  | OGMA - Indústria Aeronáutica de Portugal, anteriores designações: Parque de Material Aeronáutico (1918) e OGMA - Oficinas Gerais de Material Aeronáutico (1928)                                                      | Património industrial  | Arquitectura Industrial Moderna (1925-1965) | Vialonga                |      |      | 38.73472222° N 9.15611111° O |        |
| 6872917  | EPAC - Empresa Pública de Abastecimento de Cereais, Nome original: Edifício da ensilagem e tratamento de cereais da Federação Nacional de Produtores de Trigo. Complexo Industrial da Granja, fracção A1             | Património industrial  | Arquitectura Industrial Moderna (1925-1965) | Vialonga                |      |      |                              |        |
| 70849    | Monte do Senhor da Boa Morte, incluindo Capela do Senhor da Boa Morte, habitação islâmica, sepulturas, muralha e ruínas de solar                                                                                     | Arqueologia            | Conjunto Arquitectónico e Arqueológico      | Vila Franca de Xira     | VC   | 1994 | 38.971053° N 8.988727° O     |        |
| 71112    | Pelourinho de Vila Franca de Xira | Arquitectura civil     | Pelourinho                                  | Vila Franca de Xira     | MN   | 1910 | 38.95423181° N 8.98964607° O |        |
| 71503    | Palácio do Farrobo (restos) | Arquitectura civil     | Palácio                                     | Vila Franca de Xira     | IIM  | 1984 | 38.69166667° N 9.21583333° O |        |
| 71504    | Igreja do Mártir Santo São Sebastião ou Igreja do Mártir São Sebastião | Arquitectura religiosa | Igreja                                      | Vila Franca de Xira     | IIM  | 1993 | 38.95775655° N 8.98803882° O |        |
| 71917    | Real Fábrica de Atanados da Vila de Povoa / Quinta da Fábrica / Fábrica de Curtumes de Povos / Real Fábrica de Atanados de João Mendes de Faria e sucessores                                                         | Arquitectura civil     | Quinta                                      | Vila Franca de Xira     | MIP  | 2010 | 38.96793437° N 8.98690366° O |        |
| 71918    | Celeiro da Patriarcal, imóvel anexo à fachada posterior, pátio e portal de entrada | Arquitectura civil     | Celeiro                                     | Vila Franca de Xira     | IIP  | 2002 | 38.95333334° N 8.9893353° O  |        |
| 74546    | Marco da V Légua (Marco de Légua - restos em depósito na Câmara Municipal de Vila Franca de Xira) | Arquitectura civil     | Marco                                       | Vila Franca de Xira     | IIP  | 1943 | 38.95643919° N 8.98588874° O |        |
| 75022    | Pelourinho de Povos | Arquitectura civil     | Pelourinho                                  | Vila Franca de Xira     | IIP  | 1933 | 38.9679951° N 8.98475827° O  |        |
| 75023    | Quinta de Santo António ou Convento de Santo António da Castanheira, incluindo a casa, o convento, igreja, pequena capela, tanque e muros azulejados                                                                 | Arquitectura religiosa | Convento                                    | Vila Franca de Xira     | IIP  | 1996 | 38.98577046° N 9.00257176° O |        |

 Legenda: PM - Património Mundial · MN - Monumento Nacional · IIP - Imóvel de Interesse Público · MIP - Monumento de Interesse Público · CIP - Conjunto de Interesse Público · SIP - Sítio de Interesse Público · IIM - Imóvel de Interesse Municipal · MIM - Monumento de Interesse Municipal · CIM - Conjunto de Interesse Municipal · SIM - Sítio de Interesse Municipal · VC - Em vias de classificação · SPL - Sem proteção legal